# Orky
Pour plus de détails, voir Fiche technique et Distribution.
Orky (Magic in the Water) est un film canadien, sorti en 1995.

## Synopsis
Très pris par sa carrière, Jack Black, divorcé, n'a guère de temps à consacrer à ses deux enfants, Joshua et Ashley. Afin de remédier à cette situation, le papa culpabilisé décide d’emmener sa progéniture passer quelques jours de vacances dans un cadre idyllique. Pour cette escapade familiale, Jack jette son dévolu sur le magnifique lac de Glenorky, sans prêter la moindre attention à la rumeur locale, qui prétend qu’un monstre marin serait tapi dans les eaux profondes du lac.

## Fiche technique
- Titre original : Magic in the Water
- Titre français : Orky
- Réalisation : Rick Stevenson
- Scénario : Rick Stevenson, Icel Dobell Massey et Ninian Dunet
- Pays d'origine : Canada
- Genre : aventure
- Date de sortie :
  -  États-Unis : 30 août 1995
  -  France : 25 octobre 1997 (à la télévision)

## Distribution
- Mark Harmon (VF : Éric Legrand) : Jack Black
- Joshua Jackson (VF : Charles Pestel) : Joshua Black
- Harley Jane Kozak (VF : Rafaèle Moutier) : le Dr Wanda Bell
- Sarah Wayne (VF : Dorothée Pousséo) : Ashley Black
- Willie Nark-Orn : Hiro
- Frank Sotonoma Salsedo (VF : Jean-Claude Sachot) : l'oncle Kipper
- Morris Panych (VF : Jean-Luc Kayser) : Mack Miller
- Ben Cardinal (VF : Christian Peythieu) : Joe Pickled Trout
- John Procaccino (VF : Georges Caudron) : Frank
- Tom Cavanagh (VF : Bertrand Liebert) : Simon, un patient
- Gareth Bennett (VF : Bertrand Arnaud) : Christian, un patient
- David Rasche (VF : Marcel Guido) : Phillip, un patient
- Tamsin Kelsey (VF : Régine Teyssot) : le shérif Stevenson
- William Sasso : le garçon timide
- Teryl Rothery (VF : Maïté Monceau) : Beth